# Thập niên 1540
Thập niên 1540 là thập niên diễn ra từ năm 1540 đến 1549.